# عین تین
عین تین (به عربی: عین التین) یک شهرداری در الجزایر است که در استان میله واقع شده‌است. عین تین ۶٬۶۵۳ نفر جمعیت دارد.